# Australská anglikánská církev

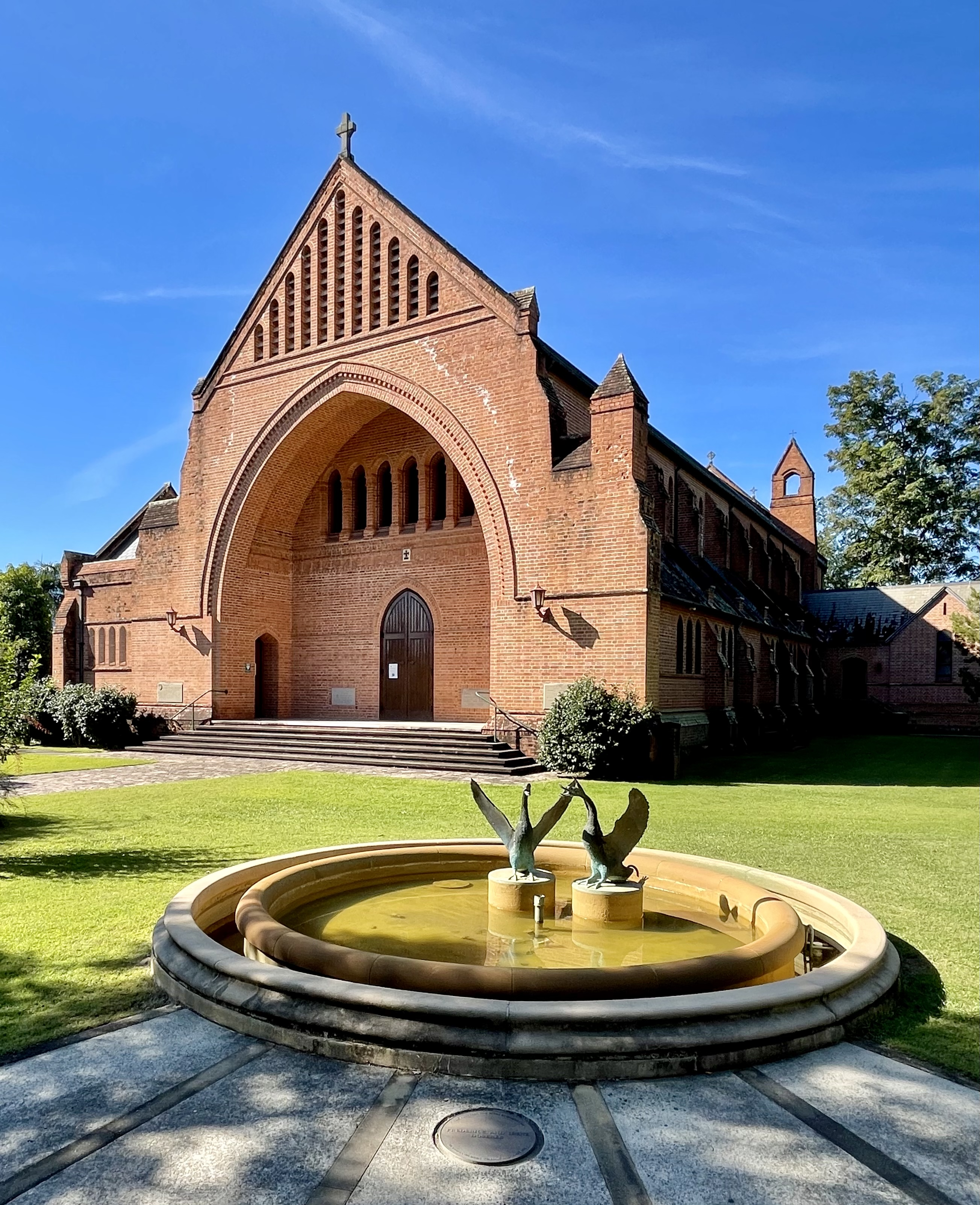
Katedrála v Graftonu

Australská anglikánská církev (angl. Anglican Church of Australia; do roku 1981 Church of England in Australia and Tasmania) je církev anglikánského společenství působící na území Austrálie. Hlásí se k ní asi 20 % obyvatel země, což ji činí tamní druhou největší církví (za katolickou církví, k níž se hlásí asi 25 % obyvatel). Církev je největším poskytovatelem vzdělání a sociálních služeb v zemi.
Roku 1962 církev získala autokefalitu a je řízena vlastním primasem.